# Jerzy Spława-Neyman
Jerzy Spława-Neyman właściwie Jerzy Neyman herbu Spława (ur. 16 kwietnia 1894 w Benderach w Imperium Rosyjskim, zm. 5 sierpnia 1981 w Oakland w Kalifornii) – polski matematyk i statystyk. Twórca nowoczesnego pojęcia przedziału ufności, które wprowadził do teorii testowania hipotez statystycznych.

## Życiorys
Urodził się 16 kwietnia 1894 w Benderach w Imperium Rosyjskim (obecnie miasto w Naddniestrzu w Mołdawii) w rodzinie Czesława (1852-1906) i Kazimiery z domu Lutosławskiej.
Studiował matematykę w Charkowie. W 1921 przyjechał w nowe granice odrodzonej Polski, gdzie prowadził badania i wykłady. W 1924 otrzymał stopień doktora. Od 1938 przebywał w USA, gdzie został profesorem Uniwersytetu w Berkeley. Jego uniwersyteckim asystentem naukowym była Julia Robinson.
Od 1966 był członkiem zagranicznym Polskiej Akademii Nauk. W tym samym roku został laureatem Medalu Guya. 9 grudnia 1974 Uniwersytet Warszawski przyznał mu tytuł doktora honoris causa.
W swych pracach zajmował się głównie statystyką (zwłaszcza metody weryfikowania hipotez statystycznych) oraz teorią mnogości i rachunkiem prawdopodobieństwa. Wprowadził pojęcie przedziału ufności. Przez wiele lat współpracował z Egonem Pearsonem, wspólnie stworzyli lemat Neymana-Pearsona.